# 丽江吊灯花
丽江吊灯花（学名：Ceropegia aridicola）是夹竹桃科吊灯花属的植物，是中国的特有植物。分布于中国大陆的云南等地，生长于海拔1,500米的地区，一般生长在干旱草地，目前尚未由人工引种栽培。